# غارة على لونينبيرج (1782)
يرجى عدم الخلط بين هذه المعركة وغارة على لونينبيرج، نوفا سكوشيا (1756)

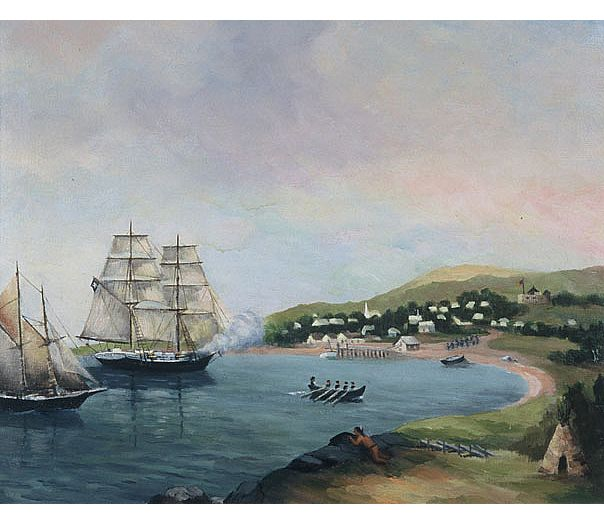

حدثت الغارة على لونينبيرج (والمعروفة أيضًا باسم نهب لونينبيرج) أثناء الثورة الأمريكية عندما قام قبطان سفينة القرصنة الأمريكي المشهور نوح ستودارد بفيرهافن، ماساتشوستس بالإضافة إلى أربع سفن قرصنة أخرى بالهجوم على المستوطنة البريطانية في لونينبيرج، نوفا سكوشيا في 1 يوليو 1782. وفي نوفا سكوشيا، كان هذا الهجوم على لونينبيرج هو الإشارة الأهم على اندلاع الحرب. وفي صباح الأول من يوليو، قاد ستودارد حوالي 170 قرصانًا في أربعة مراكب مسلحة بالأسلحة الثقيلة، فتغلبوا على دفاعات لونينبيرج، وقاموا بالاستيلاء على الحصون وحرقوا بيت عقيد الميليشيا المحلية. ثم قاموا بنهب المستوطنة وأبقوا على الميليشيا في الخليج تحت تهديد تدمير المدينة بأكملها. نهب القراصنة الأمريكيون المدينة وأخذوا معهم ثلاثة أسرى، أطلق سراحهم في وقت لاحق من بوسطن دون دفع فدية.

## السياق التاريخي

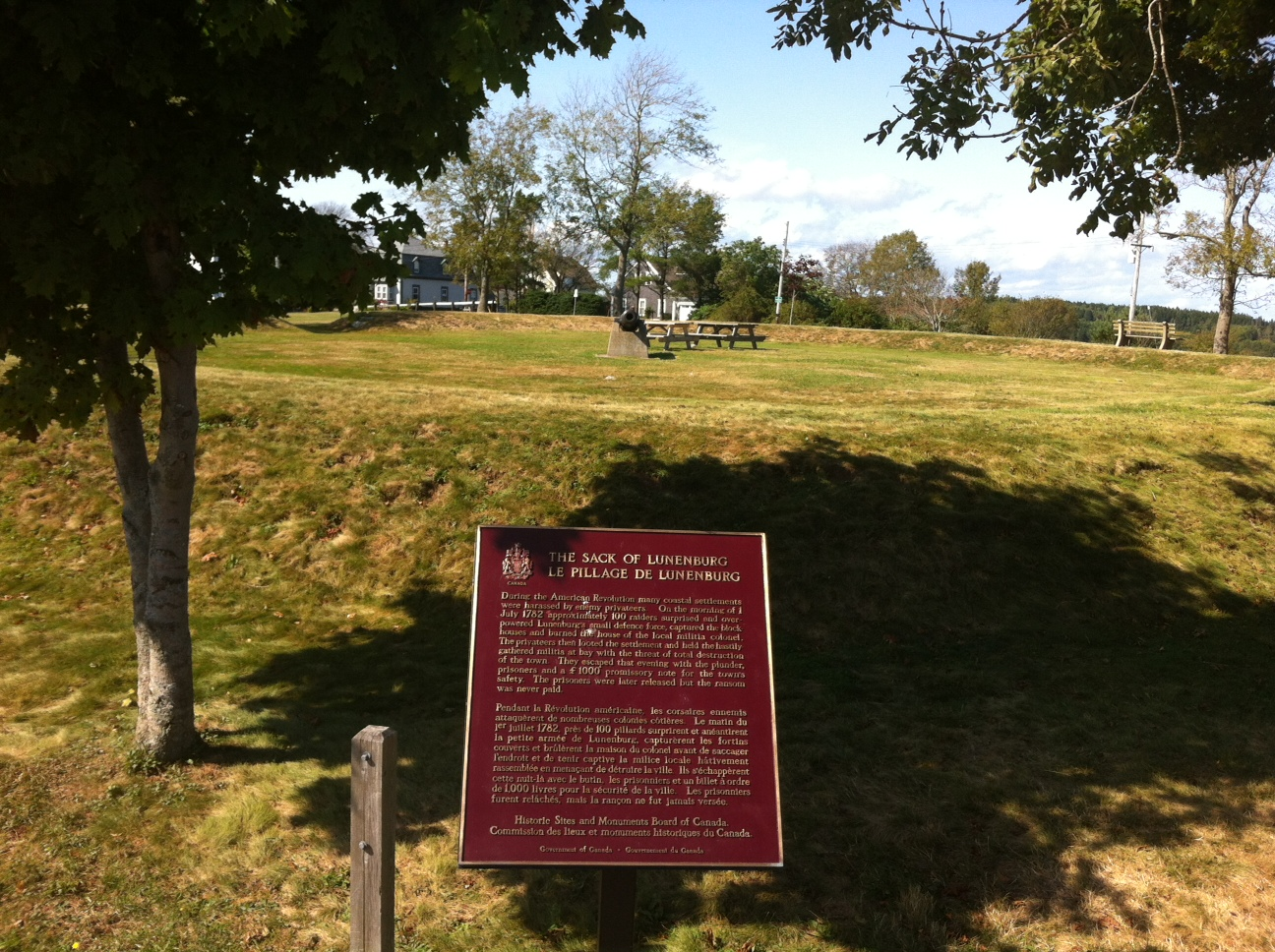
الغارة على لونينبيرج (1782) – لوحة المواقع التاريخية الوطنية بكندا مع نصب بلوك هاوس هيل في الخلفية، لونينبيرج، نوفا سكوشيا

خلال الثورة الأمريكية، تعرضت نوفا سكوشيا للغزو بانتظام من قبل القوى الثورية الأمريكية عن طريق البر والبحر. طوال فترة الحرب، دمرت السفن الأميركية الاقتصاد البحري بمداهمة العديد من المجتمعات الساحلية. كما كانت هناك هجمات مستمرة استخدم فيها سفن القرصنة، كما حدث في الغارات المتعددة على ليفربول (أكتوبر 1776، ومارس 1777، وسبتمبر 1777، ومايو 1778، وسبتمبر 1780) وعلى أنابوليس رويال (1781). بالإضافة إلى المعركة البحرية التي خاضها مع الأسطول الفرنسي في النهر الإسباني، جزيرة كيب بريتون (1781).
في 17 نوفمبر 1775، قام فوج ماربليهيد بقيادة واشنطن على متن هانكوك وفرانكلين بهبوط بدون مقاومة على شارلوت تاون، جزيرة الأمير إدوارد. وبعد ثلاثة أيام، قاموا بحملة إلى نوفا سكوشيا وهاجموا كانسو. وفي 1779، عادت السفن الأمريكية لكانسو وقامت بتدمير مصايد الأسماك التي كانت تدر عائدًا بقيمة 50000 جنيه إسترليني سنويًا لبريطانيا.
كان الفوج الثامن والأربعون يدافع عن نوفا سكوشيا بمهاجمة السفن الحربية الأمريكية قبالة شواطئ لونينبيرج، بنوفا سكوشيا (1775). والذي كان تحت قيادة الكابتن جون ماكدونالد. فاستقلوا السفينة الحربية عندما هبط الطاقم على الشاطئ للنهب. وقاموا بأسر الطاقم وأبحروا بها إلى هاليفاكس. كما شن الوطنيون هجمات على نوفا سكوشيا عن طريق البر مثل معركة حصن كامبرلاند] وحصار القديس يوحنا (1777). فضلاً عن التهديد المستمر بأن يهاجم الوطنيون الأمريكيون هاليفاكس عن طريق البر.
وقبل الغارة على لونينبيرج بشهر، نشبت معركة حربية قبالة شواطئ هاليفاكس بين السفن الأمريكية والسفينة البحرية الأمريكية.

## الغارة على لونينبيرج
في الصباح الباكر من الأول من يوليو 1782، بدأت خمس سفن حربية أمريكية كانت قد غادرت من بوسطن تحت قيادة القبطان نوح ستودارد في شن غارة على لونينبيرج. وقد كانت سفينة القبطان ستودارد هي المركب الشراعي سكامل والذي تضمن ستة عشر مركبًا وستين رجلاً. نظم ستودارد الهجوم على المدينة عبر البر والبحر. رست السفن أولاً عند رد هيد، على بعد ميلين من البلدة ثم بدأ الجنود بالسير باتجاهها. ثم تحركت السفن للقيام بهجوم مباشر على المدينة.

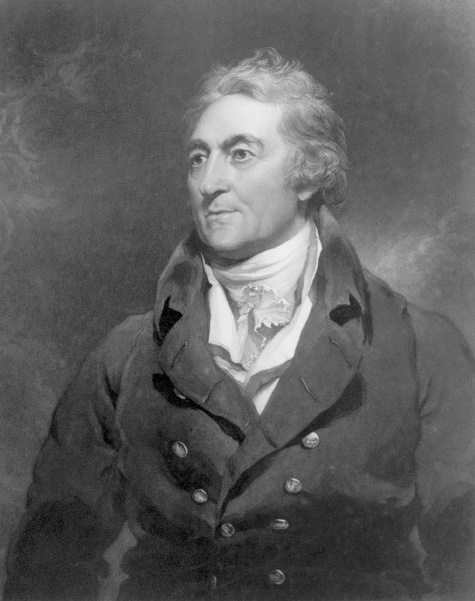
الحاكم الملازم هاموند

كانت ميليشيات لونينبيرج تحت قيادة العقيد جون كرايتون (قاض) والرائد جيسن. احتل العقيد كرايتون وخمسة من رجاله الحصن الشرقي وبدؤوا في إطلاق النار مع بداية الهجوم البري. حيث أصيب عدد من جنود القبطان ستودارد. ثم اقترب جنود الأسطول من ايست بوينت. رست السفن وسرعان ما تمكنت من السيطرة على الحصن الغربي وتحكموا في بلوك هاوس هيل (انظر الصورة أعلاه). ثم تعرض القبطان وآخرون ممن كانوا في الحصن لهجوم كثيف بالمدفعية تمكنوا من إيقافه، وحرق الحصن. استسلم العقيد كرايتون، وتعرض للأسر هو واثنان آخران على متن سفينة القبطان ستودارد سكامل.
كما قام الرائد جيسن أيضًا بجهود للمقاومة؛ حيث كان قد اعتقل في بادئ الأمر في منزله الذي أفرغ فيه الجنود جميع رصاصاتهم. فهرب وتعرض المنزل للنهب. اجتمع الرائد جيسن مع قوات الميليشيا خلف التل الذي يطل على البلدة. كما تقدمت ميليشيات من لا هاف تحت قيادة الرائد جوزيف بيرنيت باتجاه لونينبيرج للالتحاق بالرائد جيسن. أرسل القبطان ستودارد رسالة إلى جنسن وبيرنت مفادها أنهم إذا تقدموا في المدينة، فإن جميع المنازل سوف يتم حرقها. وللتأكيد على أن هذا التهديد حقيقي، حرق القبطان ستودارد منزل الرائد جيسن.
ثم قام رجال القبطان ستودارد بحملات نهب للمدينة وقاموا بتدمير ما تبقى منها. حاول الكاهن جوهان جوتلوب سكميسر التدخل، فقيده الجنود ووضعوه في وسط المدينة.
ثم جاءت الإغاثة عندما وصل المحافظ الملازم هاموند مبتعثًا من هاليفاكس مصحوبًا بثلاث سفن تحت قيادة القبطان دوغلاس. ليبدأ الكابتن ستودارد تقهقره. وعلى الرغم من أنه لم يتلق فدية، أطلق الكابتن ستودارد سراح العقيد كرايتون والأسرى الآخرين بعد أن وصلوا إلى بوسطن.

## معرض صور

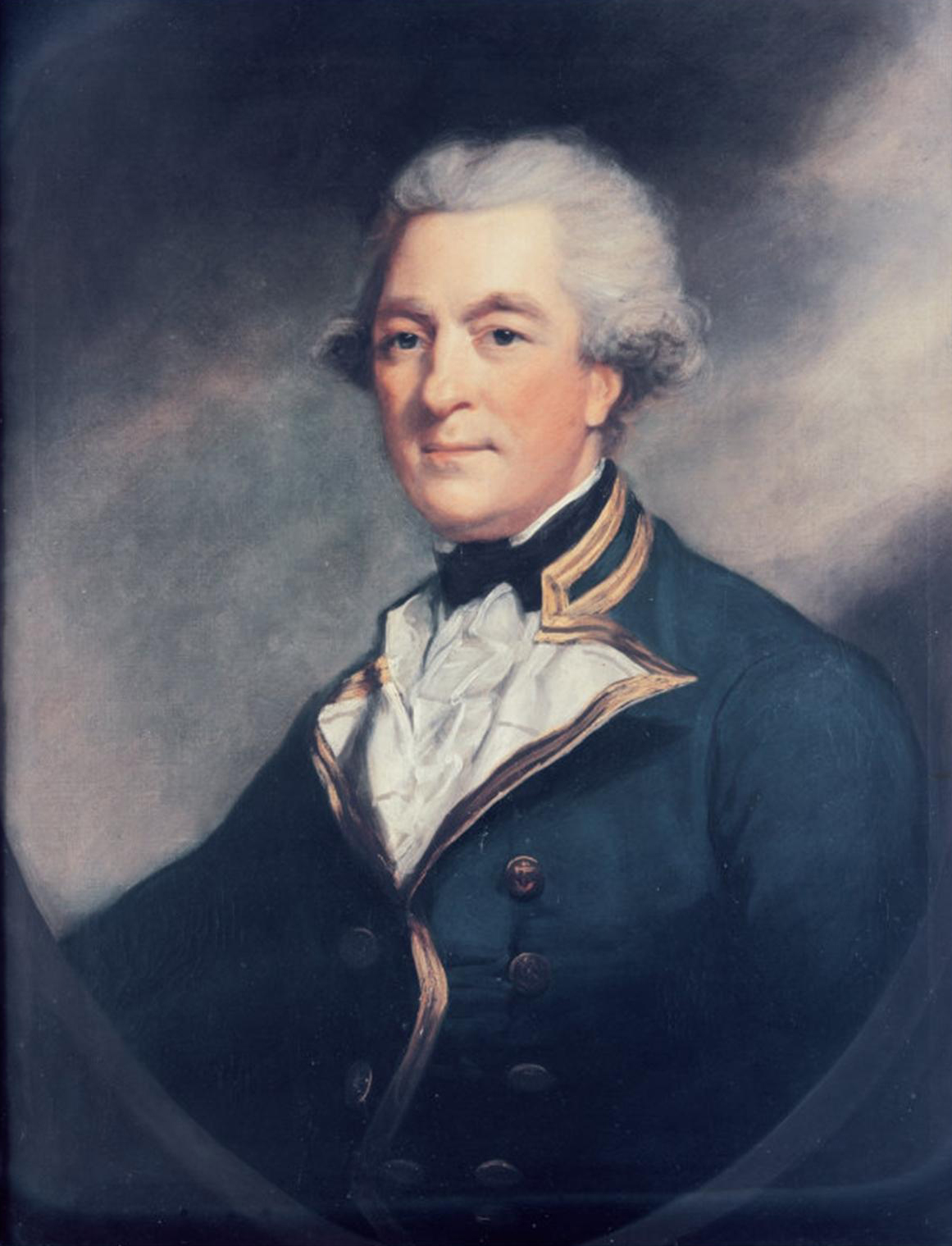
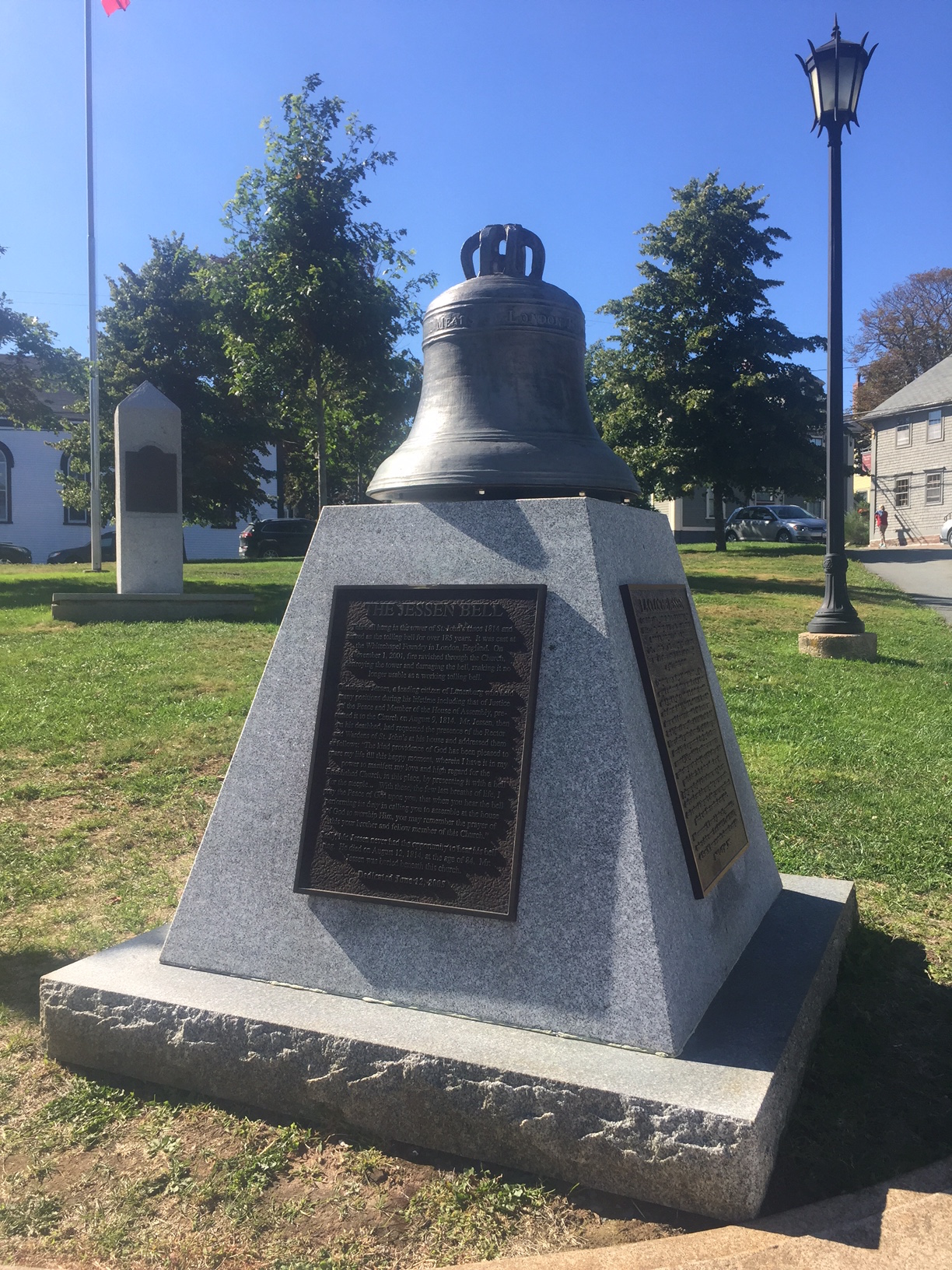
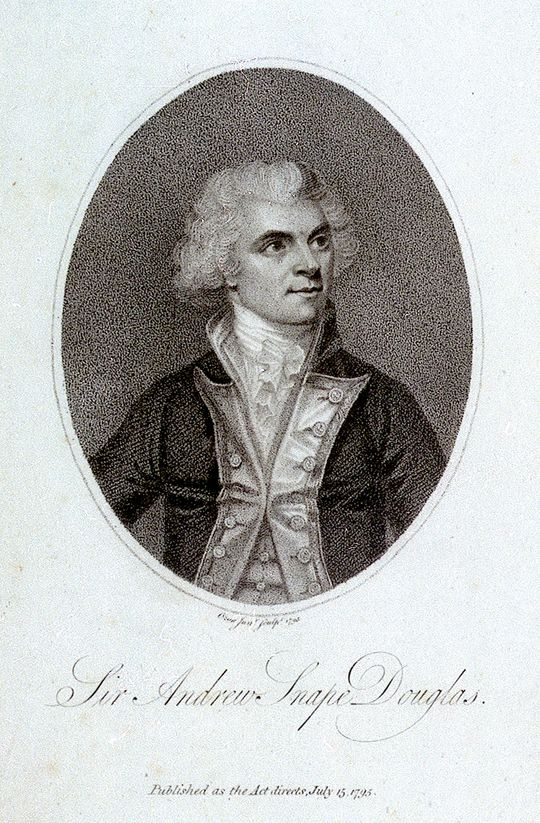
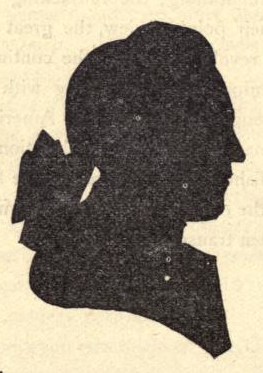
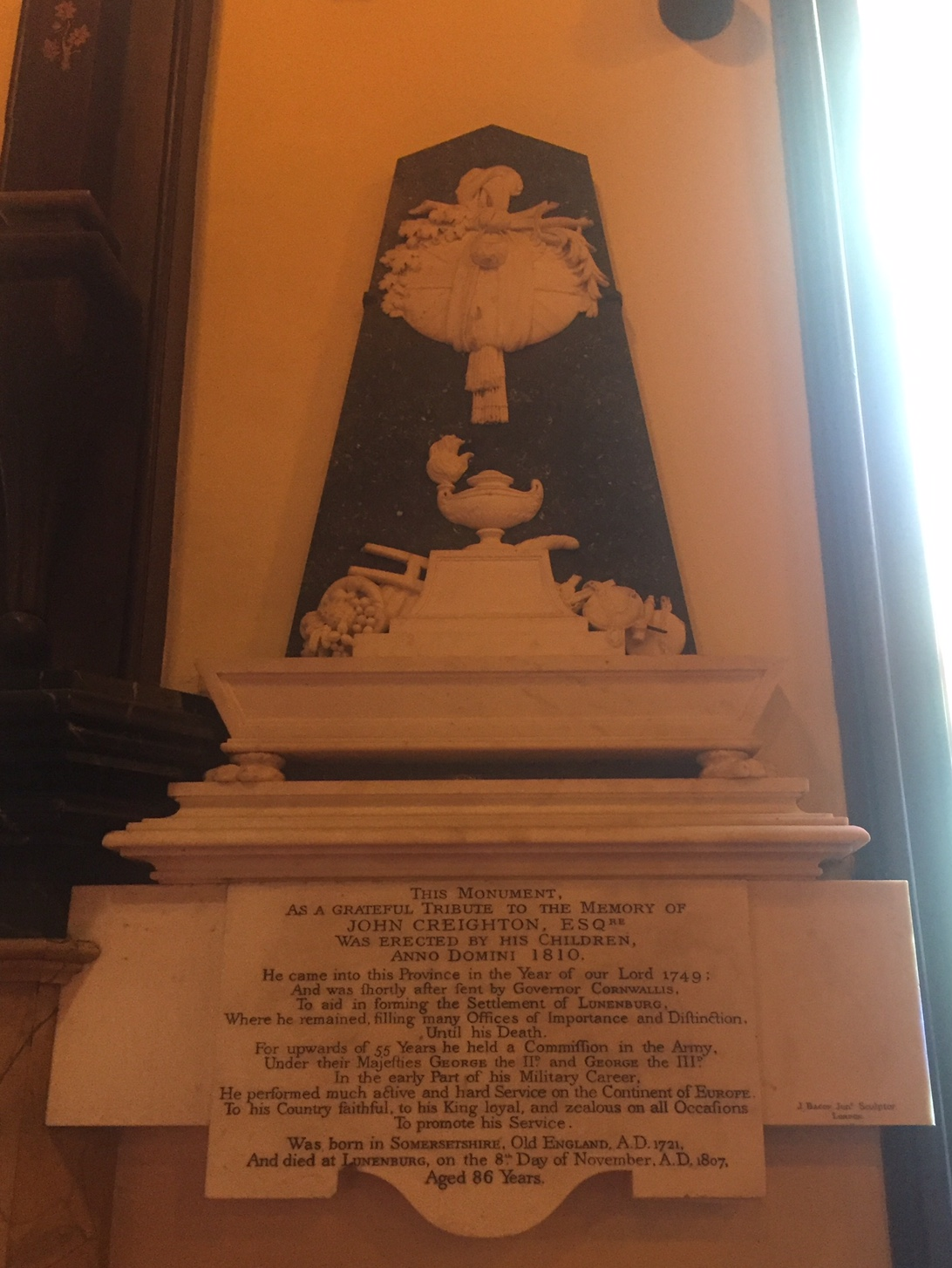

## قائمة المصادر
- DesBrisay, Mather Byles (1895). History of the county of Lunenburg.
- Eastman, Ralph M. "Captain Noah Stoddard" in Some Famous Privateers of New England. 1928. pp. 61–63.
- Gwyn, Julian. Frigates and Foremasts: The North American Squadron in Nova Scotia Waters, 1745–1815, University of British Columbia Press. 2003 ISBN 0-7748-0911-6.
- MacMechan, Archibald (1923), “The Sack of Lunenburg” in Sagas of the Sea. The Temple Press, pp. 57–72.

## كتابات أخرى
- Howe, Octavius Thorndike. Beverly Privateers in the Revolution, 1922, p. 361.
- Bell, Winthrop Pickard. (1961). The "Foreign Protestants" and the Settlement of Nova Scotia.

## وصلات خارجية
- Sack of Lunenburg Plaque
- Sacking of Lunenburg – Primary Sources
- John Creighton – Canadian Biography
- Sack of Lunenburg – American War of Independence at Sea